# 알라이 (사르데냐)
알라이(Allai, 사르데냐어: Àllai)는 이탈리아 사르데냐 주 오리스타노도에 있는 코무네이다. 칼리아리에서 북쪽으로 약 80 킬로미터 (50 mi), 오리스타노에서 동쪽으로 약 25 킬로미터 (16 mi) 떨어져 있다.
알라이는 다음 지방 자치체와 접해 있다: 부사키, 포르동지아누스, 루이나스, 사무게오, 시아만나, 시아피차, 빌라우르바나.